# Stanisław Baczyński
Stanisław Baczyński, poljski literarni kritik in publicist, * 5. maj 1890, Lvov, † 1939, Varšava.

## Dela
- Bojevita umetnost
- Usoda romana
- Siti Periklej in lačni Periklej
- Stvarnost in fikcija
- Književnost v ZSSR